# طواف لوكسمبورغ 2016
طواف لوكسمبورغ 2016 (بالإنجليزية: 2016 Tour de Luxembourg)‏ هو سباق دراجات هوائية، وهو الموسم رقم 76 من نفس السباق، وأقيم خلال الفترة 1 يونيو 2016، وحتى 5 يونيو 2016، وامتدّ لمسافة 691.9 كيلومتر، وهو أحد سباقات طواف أوروبا للدراجات 2016، وهو من نوع سباق المرحلة، وقد شارك في السباق 114 متسابقاً ووصل إلى نهايته 88 متسابقاً.
فاز فيه بالمركز الأول ماوريتس لامرتينك، وبالمركز الثاني فيليب جيلبير، وبالمركز الثالث اليكس كيرش، والفريق الفائز في ترتيب الفرق Cofidis 2016.

## الفرق
| فرق عالمية (5)- بي إم سي راسينغ - IAM Cycling - Lotto-Soudal - Orica-GreenEDGE - Tinkoff فرق قارية محترفة (7)- Cofidis, Solutions Crédits - Fortuneo-Vital Concept - ONE Pro Cycling ‏ - رومبوت تشارلز ‏ - Stölting Service Group (cycling team) ‏ - سبورت فلاندرين بالويس 2016 ‏ - Wanty-Groupe Gobert فرق قارية (3)- Team Differdange–Geba ‏ - Leopard TOGT Pro Cycling ‏ - بنجوال باوليز ساوكس دبليو بي ‏ |  |
| |  |

## المراحل
| قائمة المراحل | قائمة المراحل | قائمة المراحل                 | قائمة المراحل  | قائمة المراحل | قائمة المراحل   | قائمة المراحل    |
| المرحلة       | التاريخ       | الدورة                        |                | المسافة (كم)  | الفائز بالمرحلة | القائد العام     |
| ------------- | ------------- | ----------------------------- | -------------- | ------------- | --------------- | ---------------- |
| Prologue      | 1 يونيو       | لوكسمبورغ – لوكسمبورغ         | فردي ضد الساعة | 2.9           | جيمبي دراكر     | جيمبي دراكر      |
| 1             | 2 يونيو       | لوكسمبورغ – Hesperange ‏       | مرحلة مستوية   | 170.6         | أندريه جريبيل   | جيمبي دراكر      |
| 2             | 3 يونيو       | Rosport ‏ – Schifflange ‏       | مرحلة جبلية    | 162.8         | فيليب جيلبير    | ماوريتس لامرتينك |
| 3             | 4 يونيو       | Eschweiler, Wiltz ‏ – ديفردانج | مرحلة جبلية    | 177.4         | أنتوني تورجيس   | ماوريتس لامرتينك |
| 4             | 5 يونيو       | Mersch ‏ – لوكسمبورغ           | مرحلة جبلية    | 178.2         | فيليب جيلبير    | ماوريتس لامرتينك |

## الفائزون
| الترتيب    | الفائز           |
| ---------- | ---------------- |
| الفائز     | ماوريتس لامرتينك |
| الثاني     | فيليب جيلبير     |
| الثالث     | اليكس كيرش       |
| حسب النقاط | فيليب جيلبير     |
| تسلق الجبل | برايس فيلو       |
| أفضل شاب   | ماوريتس لامرتينك |
| الفريق     | كوفيديس          |

## وصلات خارجية
- طواف لوكسمبورغ 2016 على موقع إحصائيات الدراجات الإحترافية (الإنجليزية)